# Mimus parvulus
Mimus parvulus е вид птица от семейство Mimidae.

## Разпространение
Видът е разпространен в Еквадор.